# Iglesia de San Julián (Tudela)
La iglesia de San Julián de Tudela (Navarra) fue una iglesia, tal vez románica, que debió ser construida en el siglo XII o XIII, quizás en algún lugar de la actual calle San Julián del Casco Antiguo de Tudela, o en sus cercanías. El barrio de San Julián llegaba hasta el terraplén, por lo que hay varios posibles lugares de ubicación de la iglesia. No obstante, esta parroquia pudo construirse, por deducción, cerca de la desaparecida Puerta de Zaragoza de las murallas de la ciudad, por lo que tal vez se reutilizara el edificio de la antigua mezquita que allí había. Otros la ubican, sin embargo, en una zona ahora ocupada por alguna capilla de la propia Catedral de Tudela.

## Descripción general
Se desconoce las características de esta iglesia. El anticuario tudelano Juan Antonio Fernández afirmó que se asentaba sobre base de piedra y sugirió, por deducción, que fue edificada entre los siglos señalados anteriormente. Otra hipótesis es que se reutilizara el antiguo edificio de la Mezquita de la Puerta de Zaragoza, consagrándola como iglesia cristiana, hasta su reubicación en la Catedral de Tudela.

## Historia y cronología de construcción
Se cita por primera vez en 1286 y se vuelve a citar en 1366. Se sabe que en 1520 ya estaba unificada a la parroquia de Santa María la Mayor, trasladándose a la actual Capilla del Espíritu Santo de la Catedral.